# Criollo uruguayen
Pour les articles homonymes, voir Criollo (homonymie).
Le Criollo uruguayen (espagnol : Criollo Uruguayo) est la variété de chevaux Criollo propre à l'Uruguay.

## Histoire
Ces chevaux descendent du cheval colonial espagnol, et présentent le type ibérique. L'existence d'un cheval Criollo local est commune dans de nombreux pays d'Amérique du Sud. Ceux d'Uruguay descendent vraisemblablement des chevaux introduits par Pedro de Mendoza en 1538, et par Alvar Núñez Cabeza de Vaca en 1540, dans le Rio de la Plata. Les conditions climatiques sont favorables à la reproduction des chevaux introduits, qui se multiplient rapidement. L'élevage des Criollos est relancé de 1875 à 1890 en Uruguay ; leur stud-book est créé en 1930. Ils sont importés vers le Paraguay dès 1900.
Les éleveurs uruguayens échangent couramment des chevaux avec ceux du Brésil et d'Argentine. Au début du XXe siècle, dans le but de conserver la pureté des lignées qu'ils élèvent, ils commencent à tenir des registres fermés. Le registre uruguayen est temporairement rouvert dans les années 1940, dans le but d'incorporer un plus grand nombre d'animaux au cheptel de base.
L'Uruguay est membre de la fédération interaméricaine du cheval Criollo (FICC), fondée le 18 juillet 1972.

## Description
La base de données DAD-IS indique une taille moyenne de 1,44 m, chez les femelles comme chez les mâles, pour un poids moyen de 420 kg. La fourchette de taille va de 1,38 m à 1,55 m , mais 1,44 m est considéré comme la taille idéale. 
La morphologie est légère. Ces chevaux sont eumétriques, mésomorphes, dotés d'une tête au profil subconvexe.
Les animaux sont élevés en conditions de ranch toute l'année, et présentent une bonne rusticité.
La robe pie tobiano est interdite par le registre de race.

## Utilisations
Ces chevaux servent le plus souvent à la traction en Uruguay, et au travail avec le bétail au Paraguay.

## Diffusion de l'élevage
L'étude menée par l'Université d'Uppsala, publiée en août 2010 pour la FAO, signale le Criollo Uruguayo comme race de chevaux locale d'Amérique du Sud dont le niveau de menace est inconnu. DAD-IS indique des effectifs de 17 000 têtes en 1994, avec tendance à la stabilité. Il s'agit de la race de chevaux la plus présente en Uruguay, avec environ 2 000 nouvelles naissances chaque année au début du XXIe siècle. La race est également présente au Paraguay.